# 미국 흑인 영어
흑인 영어 또는 아프리카계 미국인 영어(African-American English)는 미국의 대부분의 흑인과 캐나다의 다수가 사용하는 영어 사회계층방언들의 총칭이다. 널리 사용되는 다른 언어들처럼 흑인 영어는 스타일적으로, 세대적으로, 지리적으로, 시골과 도심적 특징을 보이면서 다양성을 보인다. 수세기에 걸쳐 흑인 문학과 구전을 중요하게 구성해왔다.
포괄적 용어(umbrella term)으로서, 미국 표준 영어부터 미국 흑인 구어체 영어(AAVE)까지 방언 연속체를 이룬다.

## 텔레비전 및 영화에서의 흑인 영어
- 똑바로 살아라 (1989년 영화)
- 더 프레시 프린스 오브 벨 에어
- 정글 피버
- 프레쉬 (1994년 영화)
- 더 와이어
- 문라이트 (영화)

## 같이 보기
- 부호전환
- 미국의 언어
- 사회언어학
- 자메이카 파트와